# 訓令戦術
訓令戦術（独: Auftragstaktik）とは、部隊の指揮官が任務を遂行するために行動する自由を許容させるための、命令の方法である。

## 概要
訓令戦術の案出以前には、作戦中における部隊は、逐次指揮官から出される号令に応答することで行動していた。しかし作戦を行う戦場の広域化と、機動戦の発達により、現場の指揮官が戦闘の状況と任務を分析しながら自分で決心せざるを得ない一般的な必要性が高まった。
ドイツで開発されたこの訓令戦術と呼ばれる手法は、このような戦場の変化から必要に応じて導入された技術であり、第二次世界大戦において電撃戦を実行するための前提となった。また現代においてもアメリカ軍で任務類型命令(mission-type order)として発展され、現代の指揮統制システムの中心的な要素となっている。
ドイツにおける訓令戦術の古典的研究はヘルムート・カール・ベルンハルト・フォン・モルトケによって開始されていたが、訓令戦術の観念が形成されるようになっていったのは第一次世界大戦が終結した後になってからであった。第一次大戦の戦間期に、ドイツ軍の軍事理論では、指揮官が独自に行動するための不可欠な要素を概念化した。具体的な概念としては、上官の意図(Absicht)、戦闘の状況(Lage)、そしてそれらを総合した解決(Entschluss)と整理している。これは単一の指揮官の下に、明確に定義された任務を各部隊が遂行することで全体の連繋を保つという、従来の方法とは根本的に異なるものであった。それは、モルトケが1869年の著作『高級指揮官に与える教令』で強調した、指揮官の自律性を実現させたものであり、このことで一刻を争う機動戦の局面において迅速な部隊の展開や機動を行う可能性をもたらした。
第二次世界大戦におけるハインツ・グデーリアンは訓令戦術を導入した。これにより部下に対して陣地などの固定目標ではなく、自由に行動する敵部隊に攻撃目標を指定した。結果、全部隊を迅速に前進させることができた。この成功は、部隊指揮官となる将校への教育訓練の方法にも影響を与えた。